# Maggie Gyllenhaal
Margalit Ruth "Maggie" Gyllenhaal, född 16 november 1977 i stadsdelen Lower East Side i New York, är en amerikansk skådespelare, regissör, manusförfattare och producent. Hon blev vid Oscarsgalan 2010 nominerad till en Oscar i kategorin Bästa kvinnliga biroll för rollen i Crazy Heart (2009).

## Karriär
Maggie Gyllenhaal gjorde redan som barnskådespelare sin första roll 1992 i Waterland. Hennes roll i Donnie Darko (2001) öppnade upp för större roller. Året efter agerade hon i storfilmerna Confessions of a Dangerous Mind, Adaptation., 40 Days and 40 Nights och Secretary. Secretary resulterade i flera nomineringar vid olika filmfestivaler och genombrottet var ett faktum. Vid Golden Globe-galan 2015 prisades Gyllenhaal i kategorin Bästa kvinnliga huvudroll i en miniserie för rollen som Nessa Stein i The Honourable Woman.

## Släktskap
Maggie Gyllenhaal har svenskt påbrå och tillhör den svenska adelsätten Gyllenhaal. Hon är äldre syster till skådespelaren Jake Gyllenhaal och dotter till Stephen Gyllenhaal och Naomi Achs; båda arbetar inom filmindustrin.
Hon är gift med skådespelaren Peter Sarsgaard sedan 2009 och de har tillsammans två döttrar, födda 2006 och 2012.

## Filmografi i urval
- 1992 – Waterland
- 1993 – A Dangerous Woman
- 1998 – På farlig mark
- 2000 – Cecil B. DeMented
- 2001 – Donnie Darko
- 2001 – Pojkarna i mitt liv
- 2002 – Secretary
- 2002 – 40 Days and 40 Nights
- 2002 – Adaptation

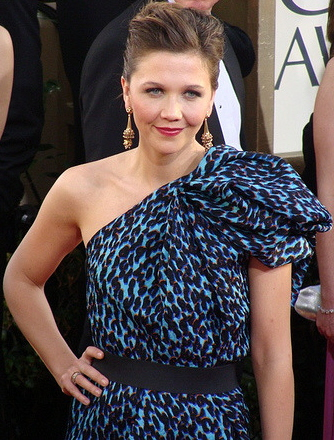
Maggie Gyllenhaal 2009.

- 2002 – Confessions of a Dangerous Mind
- 2003 – Casa de los babys
- 2003 – Mona Lisas leende
- 2004 – Criminal
- 2005 – Happy Endings
- 2005 – The Great New Wonderful
- 2005 – Trust the Man
- 2006 – Sherrybaby
- 2006 – Monster House (röst)
- 2006 – World Trade Center
- 2006 – Stranger Than Fiction
- 2008 – The Dark Knight
- 2009 – Away We Go
- 2009 – Crazy Heart
- 2010 – Nanny McPhee och den magiska skrällen
- 2011 – Hysteria
- 2012 – Won't Back Down
- 2013 – White House Down
- 2014 – Frank
- 2014 – The Honourable Woman (TV-serie) (åtta avsnitt)
- 2017–2019 – The Deuce (TV-serie) (även produktion)
- 2018 – The Kindergarten Teacher (även produktion)
- 2025 – The Bride (regi, manus och produktion)